# Horst Schmidbauer (Politiker)
Horst Schmidbauer (* 3. März 1940 in Nürnberg; † 25. Februar 2024) war ein deutscher Politiker (SPD). Er war von 1990 bis 2005 in vier Wahlperioden ein Mitglied des Deutschen Bundestages und betätigte sich dabei insbesondere in der Gesundheitspolitik.

## Leben
Horst Schmidbauer machte nach dem Besuch der Volksschule und Gewerberealschule eine Ausbildung zum Industriekaufmann. Im Jahr 1956 trat er der SPD bei und engagierte sich bei den Jusos, deren Unterbezirks- und Bezirksvorsitzender er zwischen 1968 und 1973 war. 1972 wurde er erstmals in den Nürnberger Stadtrat gewählt. Diesem gehörte er bis zum Jahr 1990 mit den Schwerpunkten Gesundheit sowie Wohnungs- und Städtebau an. Von 1985 bis 1997 war er Vorsitzender der SPD in Nürnberg. 
Schmidbauer trat bei der Bundestagswahl 1990 erstmals für die SPD an und wurde über die Landesliste der SPD in Bayern gewählt. Bei der Bundestagswahl 1998 gewann er mit 48 % der Stimmen das Direktmandat im Wahlkreis Nürnberg-Süd. Von 1993 bis 1994 war er als Obmann der SPD-Fraktion im Untersuchungsausschuss zu „HIV-Infektionen durch Blut und Blutprodukte“ vertreten. Später war er ordentliches Mitglied des Ausschusses für Gesundheit und Soziale Sicherung und stellvertretendes Mitglied des Ausschusses für Bildung, Forschung und Technikfolgenabschätzung.
Ab 2001 war Schmidbauer 20 Jahre Vorsitzender der Lebenshilfe Nürnberg und ab 2006 Vorstandsmitglied der Stiftung Humanitäre Hilfe für durch Blutprodukte HIV-infizierte Personen. Bis dahin war er Vorsitzender des Stiftungsrates. In dieser Funktion folgte ihm der Rostocker Bundestagsabgeordnete Christian Kleiminger (SPD) nach.
Schmidbauer gründete im Jahr 1982 die Karl-Bröger-Gesellschaft und war ihr Vorsitzender und Vorstandsmitglied.

## Auszeichnungen
- 2022: Bürgermedaille der Stadt Nürnberg[4]